# ژوژی یلینک
ژوژی یلینک (کرواتی: Žuži Jelinek; ۱۷ ژوئیهٔ ۱۹۲۰ – ۲۳ ژانویهٔ ۲۰۱۶) نویسنده، و مشاور مد اهل کرواسی بود.